# Pokémon Duel
Pokémon Duel (ポケモンコマスター?, Pokémon Comaster) è un videogioco free-to-play della serie Pokémon sviluppato da HEROZ per Android e iOS.
Annunciato nel marzo 2016, il videogioco è descritto come un gioco da tavolo strategico che combina il collezionismo con l'intelligenza artificiale.